# Climat de l'Indre

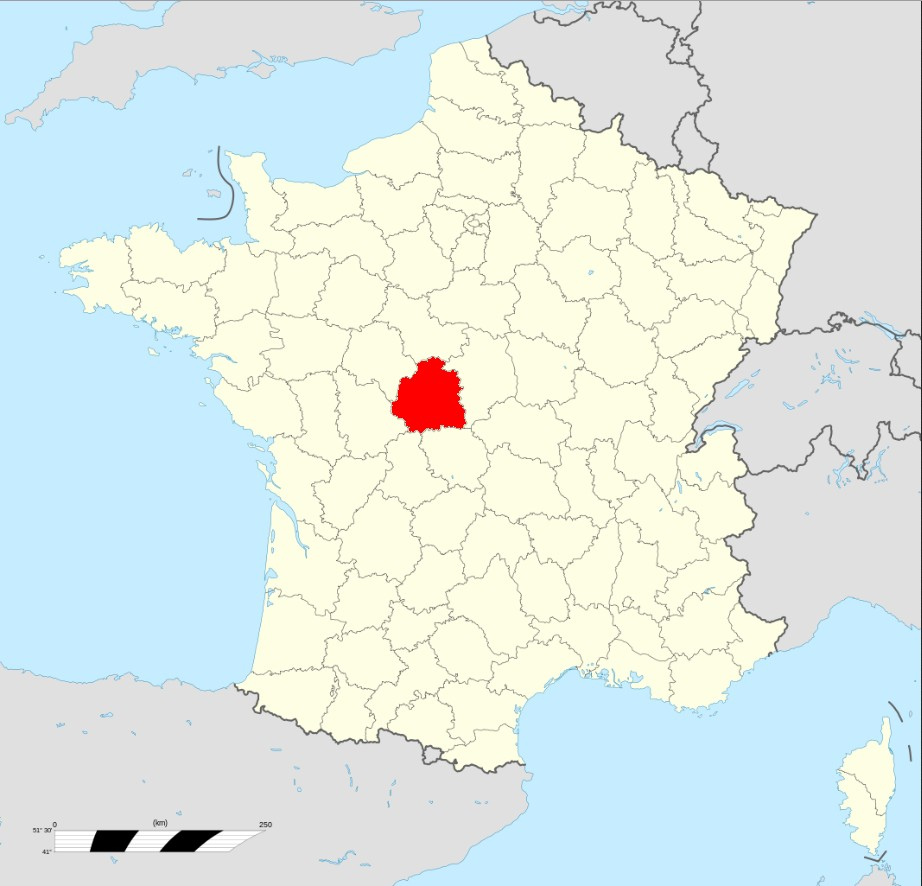
Le département de l'Indre en France.

Le climat de l'Indre se caractérise par un climat tempéré océanique dégradé sauf dans sa partie Sud-Ouest (Brenne) où certaines communes jouissent d'un climat océanique altéré.
Les précipitations augmentent dans les zones forestières (forêt de Châteauroux, Chœurs-Bommiers), et surtout dans la partie sud du département sur les premiers contreforts du Massif central (Boischaut Sud).

## Histoire
Le samedi 18 août 2012, la commune de Montgivray a eu le record du jour (en France) de la température maximum. Elle s'élevait à 42,3 °C.
Le mercredi 21 mai 2014 vers 19 h, une rafale descendante ou une tornade a provoqué de gros dégâts (toiture arrachées, vitres brisées, arbres emportés) dans la commune de Levroux. Il a été déterminé officieusement plus tard par le groupe Keraunos que c'était une rafale descendante (« microrafale »).

## Relevés

### 1891 à 1920
Les normales pour la période de 1891 à 1920, à la station météorologique Châteauroux - Déols sont présentés ci-dessous :
| Mois                                            | jan. | fév. | mars | avril | mai  | juin | jui. | août | sep. | oct. | nov. | déc. | année |
| ----------------------------------------------- | ---- | ---- | ---- | ----- | ---- | ---- | ---- | ---- | ---- | ---- | ---- | ---- | ----- |
| Température minimale moyenne (°C)               | 0,5  | 1,2  | 2,9  | 5     | 9,6  | 12   | 13,5 | 13,5 | 10,6 | 7,1  | 3,5  | 2,5  | 6,8   |
| Température moyenne (°C)                        | 3,2  | 4,7  | 7,3  | 10,1  | 15,2 | 17,7 | 19,5 | 19,4 | 16   | 11,4 | 6,4  | 4,9  | 11,3  |
| Température maximale moyenne (°C)               | 5,8  | 8,2  | 11,7 | 15,1  | 20,8 | 23,5 | 25,5 | 25,4 | 21,5 | 15,8 | 9,3  | 7,5  | 15,8  |
| Précipitations (mm)                             | 57,4 | 55,3 | 65,6 | 53,5  | 71,3 | 62,7 | 54,9 | 60   | 62,3 | 69,4 | 75,6 | 72,2 | 760,3 |
| dont nombre de jours avec précipitations ≥ 1 mm | 5,3  | 4,9  | 5,2  | 4,9   | 7    | 7    | 7,1  | 7,6  | 7,9  | 6,5  | 5,8  | 5,2  | 6,2   |

| Diagramme climatique                                  |            |             |           |             |            |              |            |              |             |            |            |
| J                                                     | F          | M           | A         | M           | J          | J            | A          | S            | O           | N          | D          |
| 5,80,557,4                                            | 8,21,255,3 | 11,72,965,6 | 15,1553,5 | 20,89,671,3 | 23,51262,7 | 25,513,554,9 | 25,413,560 | 21,510,662,3 | 15,87,169,4 | 9,33,575,6 | 7,52,572,2 |
| Moyennes : • Temp. maxi et mini °C • Précipitation mm |            |             |           |             |            |              |            |              |             |            |            |

### 1921 à 1950
Les normales pour la période de 1921 à 1950, à la station météorologique Châteauroux - Déols sont présentés ci-dessous :
| Mois                                            | jan. | fév. | mars | avril | mai  | juin | jui. | août | sep. | oct. | nov. | déc. | année |
| ----------------------------------------------- | ---- | ---- | ---- | ----- | ---- | ---- | ---- | ---- | ---- | ---- | ---- | ---- | ----- |
| Température minimale moyenne (°C)               | 0,9  | 1    | 2,7  | 5,4   | 8,7  | 11,8 | 13,7 | 13,4 | 11,2 | 7,6  | 3,9  | 1,1  | 6,8   |
| Température moyenne (°C)                        | 3,9  | 4,6  | 7,7  | 10,6  | 14,1 | 17,6 | 19,6 | 19,3 | 16,7 | 12   | 7,2  | 3,9  | 11,4  |
| Température maximale moyenne (°C)               | 6,9  | 8,3  | 12,8 | 15,9  | 19,5 | 23,4 | 25,6 | 25,1 | 22,1 | 16,5 | 10,6 | 6,6  | 16,1  |
| Précipitations (mm)                             | 57,2 | 52,3 | 52,2 | 58,9  | 70,4 | 55,6 | 56,6 | 62   | 55,6 | 62,2 | 69,6 | 57,6 | 710,3 |
| dont nombre de jours avec précipitations ≥ 1 mm | 4,4  | 5,1  | 5    | 5,4   | 5,9  | 6,4  | 6,5  | 7,5  | 6,5  | 5,8  | 5,8  | 4,9  | 5,8   |

| Diagramme climatique                                  |          |             |             |             |              |              |            |              |             |             |            |
| J                                                     | F        | M           | A           | M           | J            | J            | A          | S            | O           | N           | D          |
| 6,90,957,2                                            | 8,3152,3 | 12,82,752,2 | 15,95,458,9 | 19,58,770,4 | 23,411,855,6 | 25,613,756,6 | 25,113,462 | 22,111,255,6 | 16,57,662,2 | 10,63,969,6 | 6,61,157,6 |
| Moyennes : • Temp. maxi et mini °C • Précipitation mm |          |             |             |             |              |              |            |              |             |             |            |

### 1951 à 1980
Les normales pour la période de 1951 à 1980, à la station météorologique Châteauroux - Déols sont présentés ci-dessous :
| Mois                                            | jan. | fév. | mars | avril | mai  | juin | jui. | août | sep. | oct. | nov. | déc. | année |
| ----------------------------------------------- | ---- | ---- | ---- | ----- | ---- | ---- | ---- | ---- | ---- | ---- | ---- | ---- | ----- |
| Température minimale moyenne (°C)               | 0,5  | 1,1  | 2,8  | 5     | 8,2  | 11,3 | 13,1 | 13   | 11   | 7,3  | 3,5  | 1,5  | 6,5   |
| Température moyenne (°C)                        | 3,4  | 4,6  | 7,1  | 9,9   | 13,4 | 16,6 | 18,8 | 18,5 | 16,1 | 11,8 | 6,8  | 4,2  | 10,9  |
| Température maximale moyenne (°C)               | 6,2  | 8    | 11,4 | 14,7  | 18,5 | 21,9 | 24,5 | 24   | 21,3 | 16,2 | 10,1 | 7    | 15,3  |
| Précipitations (mm)                             | 64,2 | 66,7 | 64,7 | 49,8  | 72,3 | 61,2 | 51,8 | 56,5 | 62,8 | 56,7 | 67   | 63,7 | 737,3 |
| dont nombre de jours avec précipitations ≥ 1 mm | 5,7  | 5,3  | 5,6  | 5,2   | 6,2  | 6,5  | 6,9  | 6,6  | 7,2  | 5,8  | 5,9  | 5,2  | 6     |

| Diagramme climatique                                  |          |             |           |             |              |              |          |            |             |           |          |
| J                                                     | F        | M           | A         | M           | J            | J            | A        | S          | O           | N         | D        |
| 6,20,564,2                                            | 81,166,7 | 11,42,864,7 | 14,7549,8 | 18,58,272,3 | 21,911,361,2 | 24,513,151,8 | 241356,5 | 21,31162,8 | 16,27,356,7 | 10,13,567 | 71,563,7 |
| Moyennes : • Temp. maxi et mini °C • Précipitation mm |          |             |           |             |              |              |          |            |             |           |          |

### 1965 à 1994
Les normales pour la période de 1965 à 1994(données officiels), à la station météorologique Châteauroux - Déols sont présentés ci-dessous :
| Mois                                            | jan. | fév. | mars | avril | mai  | juin | jui. | août | sep. | oct. | nov. | déc. | année |
| ----------------------------------------------- | ---- | ---- | ---- | ----- | ---- | ---- | ---- | ---- | ---- | ---- | ---- | ---- | ----- |
| Température minimale moyenne (°C)               | 0,9  | 1,2  | 3    | 4,7   | 8,3  | 11,4 | 13,5 | 13,4 | 10,9 | 7,6  | 3,5  | 1,6  | 6,7   |
| Température moyenne (°C)                        | 3,8  | 4,7  | 7,2  | 9,4   | 13   | 16,2 | 18,9 | 18,5 | 15,7 | 11,9 | 6,9  | 4,4  | 10,9  |
| Température maximale moyenne (°C)               | 6,7  | 8,2  | 11,6 | 14,5  | 18,5 | 21,8 | 25,2 | 24,6 | 21,4 | 17,1 | 16,5 | 10,5 | 7,2   |
| Précipitations (mm)                             | 59,1 | 61,7 | 57,7 | 55,7  | 76,2 | 57,4 | 50   | 54,9 | 69,7 | 65,3 | 62,7 | 66,2 | 736,7 |
| dont nombre de jours avec précipitations ≥ 1 mm | 5,1  | 5,6  | 5,1  | 5,1   | 6    | 6,4  | 2,2  | 6,9  | 7,7  | 5,9  | 5,7  | 5,6  | 6     |

| Diagramme climatique                                  |            |           |             |             |              |            |              |              |             |             |             |
| J                                                     | F          | M         | A           | M           | J            | J          | A            | S            | O           | N           | D           |
| 6,70,959,1                                            | 8,21,261,7 | 11,6357,7 | 14,54,755,7 | 18,58,376,2 | 21,811,457,4 | 25,213,550 | 24,613,454,9 | 21,410,969,7 | 17,17,665,3 | 16,53,562,7 | 10,51,666,2 |
| Moyennes : • Temp. maxi et mini °C • Précipitation mm |            |           |             |             |              |            |              |              |             |             |             |

### 1981 à 2010
Les normales pour la période de 1981 à 2010(données officiels), à la station météorologique Châteauroux - Déols sont présentés ci-dessous :
| Mois                                            | jan. | fév. | mars  | avril | mai   | juin  | jui.  | août  | sep.  | oct.  | nov. | déc. | année   |
| ----------------------------------------------- | ---- | ---- | ----- | ----- | ----- | ----- | ----- | ----- | ----- | ----- | ---- | ---- | ------- |
| Température minimale moyenne (°C)               | 1,3  | 1,3  | 3,5   | 5,3   | 9,2   | 12,4  | 14,4  | 14,3  | 11,2  | 8,5   | 4,1  | 1,8  | 7,3     |
| Température moyenne (°C)                        | 4,2  | 4,9  | 8     | 10,4  | 14,4  | 17,8  | 20,2  | 20    | 16,6  | 12,8  | 7,5  | 4,7  | 11,8    |
| Température maximale moyenne (°C)               | 7,1  | 8,6  | 12,6  | 15,5  | 19,6  | 23,1  | 26    | 25,6  | 21,9  | 17,1  | 11   | 7,6  | 16,3    |
| Ensoleillement (h)                              | 72,1 | 91,9 | 155,6 | 178,5 | 208,6 | 210,4 | 231,7 | 235,5 | 189,5 | 128,3 | 79,6 | 59   | 1 840,7 |
| ETp Penman (mm)                                 | 13,8 | 23,2 | 56,1  | 82,1  | 112,9 | 132,8 | 147,8 | 131,5 | 79,5  | 41,3  | 15,9 | 10,2 | 847,1   |
| Précipitations (mm)                             | 59,2 | 48,8 | 52,1  | 65,8  | 73,3  | 54,9  | 56,6  | 56,1  | 64,3  | 73,8  | 64,9 | 67,3 | 737,1   |
| dont nombre de jours avec précipitations ≥ 1 mm | 4,9  | 5,3  | 5     | 5,8   | 6,2   | 7,5   | 7,4   | 7,2   | 8,3   | 6,4   | 5,7  | 5,9  | 6,3     |

| Diagramme climatique                                  |            |             |             |             |              |            |              |              |             |           |            |
| J                                                     | F          | M           | A           | M           | J            | J          | A            | S            | O           | N         | D          |
| 7,11,359,2                                            | 8,61,348,8 | 12,63,552,1 | 15,55,365,8 | 19,69,273,3 | 23,112,454,9 | 2614,456,6 | 25,614,356,1 | 21,911,264,3 | 17,18,573,8 | 114,164,9 | 7,61,867,3 |
| Moyennes : • Temp. maxi et mini °C • Précipitation mm |            |             |             |             |              |            |              |              |             |           |            |

### Records
| Mois                                                     | jan.             | fév.             | mars             | avril            | mai             | juin             | jui.            | août             | sep.            | oct.            | nov.            | déc.             | année            |
| -------------------------------------------------------- | ---------------- | ---------------- | ---------------- | ---------------- | --------------- | ---------------- | --------------- | ---------------- | --------------- | --------------- | --------------- | ---------------- | ---------------- |
| Record de froid (°C) date du record                      | −22,8 16-01-1985 | −20,2 13-02-1929 | −10,8 01-03-2005 | −4,2 07-04-1929  | −1,4 11-05-1928 | 1,2 01-06-1936   | 4 10-07-1948    | 4,5 06-08-1967   | 0 30-09-1936    | −5,2 30-10-1997 | −8,7 24-11-1998 | −17 10-12-1967   | −22,8 16-01-1985 |
| Température maximale la plus basse (°C) date du record   | −14,9 16-01-1985 | −10,8 02-02-1956 | −1,9 05-03-1971  | 1,5 06-04-1911   | 6,9 04-05-1977  | 11,1 09-06-1956  | 12,8 19-07-1966 | 13,9 31-08-2007  | 9,5 29-09-1919  | 2,8 27-10-1931  | −2,9 22-11-1993 | −10,2 20-01-1938 | −14,9 16-01-1985 |
| Température minimale la plus haute (°C) date du record   | 12 02-01-1916    | 12,1 27-02-1960  | 14,9 11-03-1981  | 14,5 28-04-1913  | 18 12-05-1912   | 22,3 28-06-2005  | 23 21-07-1995   | 23,3 06-08-2018  | 20,5 05-09-2017 | 18,9 01-10-2001 | 15,1 07-11-1954 | 13,4 04-12-1961  | 23,3 06-08-2018  |
| Record de chaleur (°C) date du record                    | 18,5 05-01-1999  | 22,9 24-02-1990  | 28 25-03-1955    | 31 29-04-1955    | 34,5 29-05-1944 | 39,6 29-06-2019  | 41,4 25-07-2019 | 40,5 02-08-1906  | 38 01-09-1906   | 30,3 07-10-2009 | 24,3 08-11-2015 | 20,5 16-12-1989  | 41,4 25-07-2019  |
| Record de vent (km/h) date du record                     | 105,4 23-01-2009 | 131,3 28-02-2010 | 106,9 06-03-2017 | 103,7 01-04-1994 | 94,5 13-05-2002 | 109,3 02-06-2012 | 96,5 04-07-2006 | 114,8 15-08-2001 | 96,3 22-09-1987 | 94,6 24-10-2006 | 96,3 10-11-2013 | 125,9 26-12-1999 | 131,3 28-02-2010 |
| Record de la pression la plus basse (hPa) date du record | 973,1 NC         | 965 NC           | 983,7 NC         | 981,8 NC         | 989,6 NC        | 991,6 NC         | 978,2 NC        | 996,9 NC         | 989,9 NC        | 980,1 NC        | 973 NC          | 967,9 NC         | 965 NC           |
| Record de la pression la plus haute (hPa) date du record | 1 045,1 NC       | 1 043,4 NC       | 1 046,7 NC       | 1 035,7 NC       | 1 033,5 NC      | 1 047,5 NC       | 1 030,6 NC      | 1 030,6 NC       | 1 034,9 NC      | 1 035,6 NC      | 1 040,2 NC      | 1 045,6 NC       | 1 047,5 NC       |
| Record de pluie en 24 h (mm) date du record              | 48,7 20-01-1910  | 29,7 05-02-1955  | 32,4 29-03-1978  | 42,6 18-04-1964  | 54,1 12-05-1910 | 67,6 04-06-2002  | 60,4 08-07-1919 | 66,1 29-08-1945  | 58,6 17-09-1975 | 43 29-10-1981   | 35,2 05-11-1962 | 51,6 24-12-1995  | 67,6 04-06-2002  |